# دلم (طائر)

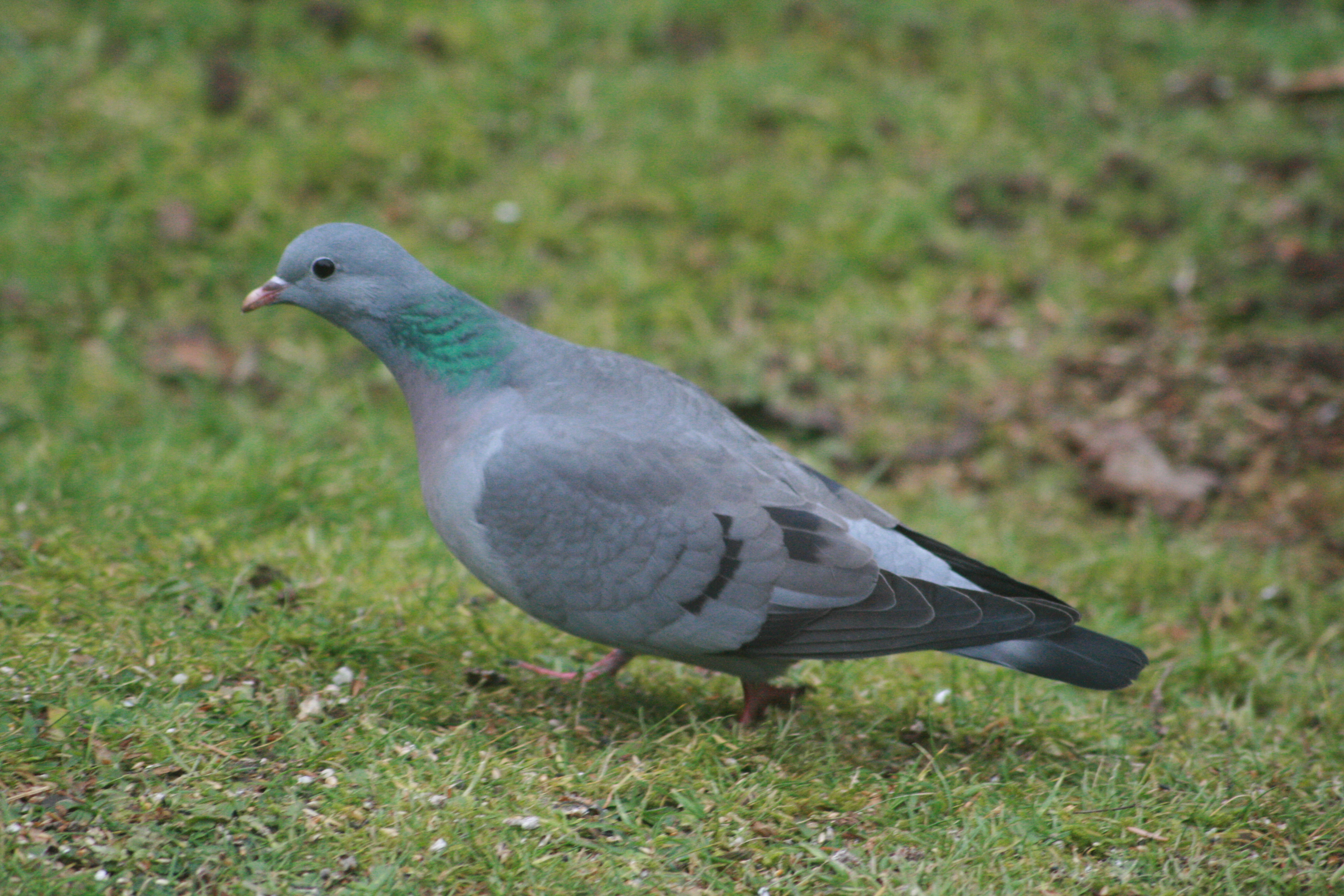

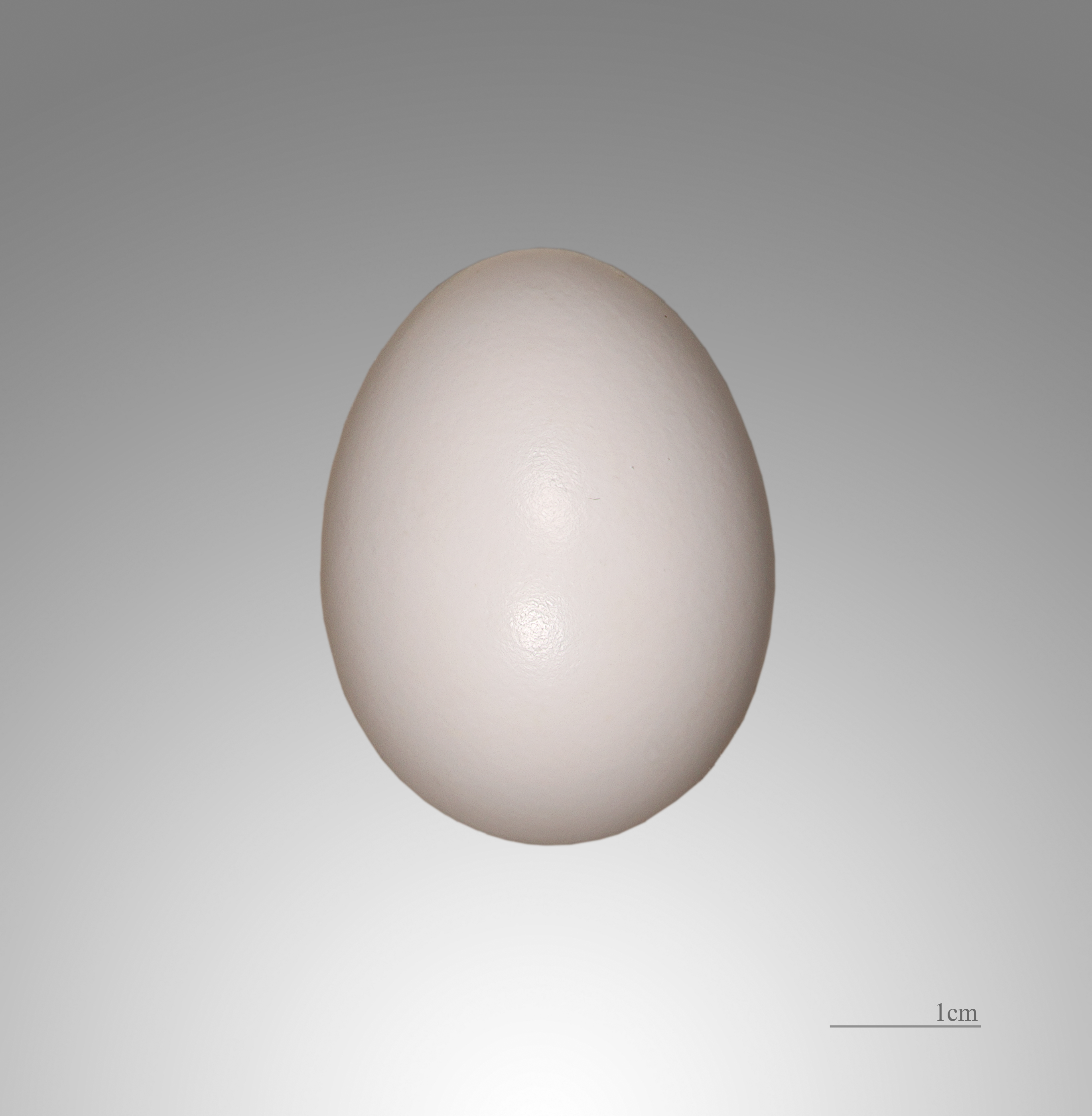
Columba oenas

الدَّلَم أو الحمام بري (الاسم العلمي: Columba oenas) (بالإنجليزية: Stock Dove)‏، هو نوع من الحمام ينتمي إلى (فصيلة: Columbidae).

## الوصف
طوله نحو ٣٥ سم. رأسه وعنقه وظهره إلى الأرمد الأزرق يعلوه مُوَاجٌ أسفع. منقاره أصفر اللون أصفر اللواقط. صدره إلى الجؤوة وجانباه إلى الخضار البنفسجي. أفنيكه أسود الزام الأول والثاني أزرق الثالث والرابع.

## الضروب
ضروبه قليلة جميعها من القواطع لها مشتاها ومصيفها.

## الموطن والسلوك
موطنه حوض البحر الأبيض المتوسط. يألف الأحراج والغابات. يعيش أسرابًا صغيرةً يُراوح عددها من ٤٠ إلى ١٠٠.

## الغذاء
قوته الثمار والحبوب والبذور.

## التكاثر
يُدَثّن عشه في تجاويف الأشجار ونخاريبها. إناثه تبيض من مرتين إلى ثلاث مرات في السنة.